# 베르나디노 데 사아군
베르나르디노 데 사아군(스페인어: Bernardino de Sahagún , 1499년 – 1590년 2월 5일)은 프란치스코회 수사, 선교사제, 민족지학자로 누에바에스파냐 식민지 (현재 멕시코 )의 가톨릭 복음화에 참여했다. 1499년 스페인 사아군에서 태어나 1529년 누에바에스파냐에 선교사로 파견되었다. 이후 1590년 사망하기 전까지 누에바에스파냐에 머무르며 나우아틀어를 배우고 아즈텍 신앙, 문화 및 역사 연구에 전념했다. 비록 주임무는 선교였지만 토착 세계관과 문화를 기록한 그의 업적으로 인해 "최초의 인류 학자 "라고 불리기도 한다. 그는 또한 나우아틀어 연구에 기여했으며 시편, 복음서, 교리 문답을 나우아틀어로 번역하였다.
사아군은 누에바에스파냐 문물일반사 (Historia general de las cosas de la Nueva España)의 편찬자로 가장 잘 알려져있다(이하 문물일반사). 현존하는 가장 유명한 문물일반사의 필사본은 피렌체 필사본이다.. 총 2,400 쪽 이르는 이 책은 열두 권으로 구성되어 있으며, 원주민 삽화가들이 원주민 기법 또는 유럽식 기법으로 그린 약 2,500 개의 삽화를 수록하고 있다. 본문은 양면에 각각 스페인어와 나우와틀어로 기록되어 있으며 삽화는 세 번째 본문으로 간주되어야한다. 이 책은 아즈텍 사람들의 문화, 종교적우주관 (세계관), 제의, 사회, 경제 및 역사를 기록하고 있으며, 제 12 권에서는 테노치티틀란-틀라텔롤코의 시점에서 멕시코 정복을 기술한다. 사아군은 문물일반사를 편찬하는 과정에서 민족지학적 정보를 수집하고 정확성의 검증하는 새로운 방법을 개척하였다. 문물일반사는 "서구의 비서구 문화에 대한 가장 주목할만한 기록 중 하나"라고 일컬어지며, 사아군은 아메리카 민족지학의 아버지라고 불린다.

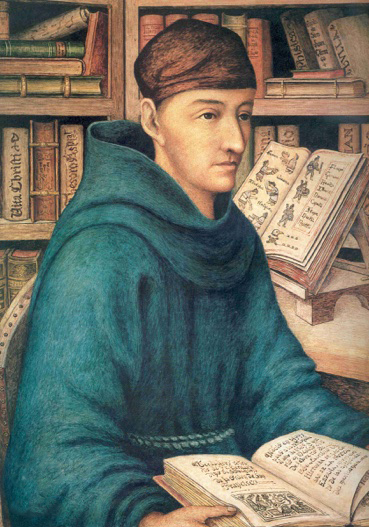
베르나르디노 데 사아군 수사

베르나르디노 수사는 1499년 스페인 사아군에서 베르나르디노 데 리베라(Bernardino de Rivera)로 태어났다. 이후 그는 살라망카 대학에 다니는 동안 르네상스 인문주의 사조에 노출되었다. 이 시기 살라망카 대학은 에라스무스의 종교개혁적 영향을 많이 받았으며 또한 스페인 프란체스코회의 지적 중심지였다. 그는 이곳에서 작은형제회 또는 프란체스코회에 가입하였고 1527년경에 성임된 것으로 추정된다. 그 후 프란치스코회 관습에 따라 자신의 출생 도시 이름으로 성을 변경하여 사아군의 베르나르디노(Bernardino de Sahagún)가 되었다.
에르난 코르테스(Hernán Cortez)가 이끄는 스페인 정복자들은 1521년 아즈텍의 수도 테노치티틀란(현재의 멕시코 시티)을 정복 했으며 그 후 1524년에 프란치스코회 선교사들이 그 뒤를 이었다. 사아군은 그의 학문적, 종교적 명성에 힘입어 1529년 누에바에스파냐에서의 선교 사업에 파견되었다. 그는 이후 61년 여생을 신대륙에서 보내게 된다.

## 틀라텔로코 성십자가 대학에서의 활동
사아군은 1536년 아메리카 대륙 최초의 유럽식 고등교육기관인 틀라텔로코 성십자가 대학(Colegio Imperial de Santa Cruz de Tlatelolco) 설립에 기여하였다. 현재의 멕시코 시티에 위치한 이 곳은 후에 그의 연구 활동의 기반이 되었으며 학교 졸업생들을 모집하여 함께 연구하였다. 이 곳은 이후 멕시코에서 스페인 문화와 원주민 문화의 혼합에 기여하였다.
대학은 학생들의 복음화 및 토착민 남성을 사제로 모집하고 훈련시키는 데에 핵심수단이었으며, 또한 토착민 언어, 특히 나우아틀어 연구의 중심지였다. 사아군은 초기 몇 년간 이곳에서 라틴어와 다른 몇몇 과목을 가르쳤다. 대학은 원주민 역사와 전통을 가르치기 위해 토착민 지도자들은 선발하였으며, 이는 토착민 인구의 통제불능을 우려하는 식민지 관료들 사이에서 논쟁을 불러 일으켰다. 이 기간 동안 토착민의 인간성과 능력에 대해 완전한 확신을 가졌던 프란치스코회 수사들은 식민지 관리들과 도미니코 수도회로부터 의심의 눈초리를 받았다. 도미니코 수도사들 중 일부는 프란시스코회 수사들이 우상 숭배를 부추기고 있다고 모함했다. 이 때문에 프란시스코회 수사들은 원주민과의 교류에 있어서 신중을 기해야 했다.
사아군은 이곳에서 토착 생활과 문화에 대한 주목할만한 기록을 남겼다 대학의 두 가지 주요연구성과는 신세계 최초의 식물도감과 현재 멕시코 시티 지역의 지도였다. 인디언 약초에 대한 소책자(Libellus de Medicinalibus Indorum Herbis)는 토착식물에 대한 설명과 의학 용도가 수록된 식물도감으로 대학의 아즈텍 교사인 후안 바디아누스 데 라 크루스(Juan Badianus de la Cruz) 가 라틴어로 작성하였다. 이 문서에서 식물들은 아즈텍의 분류 체계에 따라 그려지고 명명되었으며, 그 자생지와 약초로서의 활용법에 대해 설명한다. 이 책은 대학에서 토착 의학을 가르치는 데 사용되었을 것으로 추정된다. 산타 크루스 지도(Mapa de Santa Cruz)는 도시 지역, 도로 및 운하망, 낚시 및 농업 활동의 묘사 와 보다 넓은 지리적 맥락을 담고있다. 이 식물도감과 지도는 그 구조와 양식에서 스페인과 아즈텍 문화의 영향을 동시에 보여주며, 이를 통해 두 문화의 혼합을 관찰할 수 있다.

## 선교사로서의 업적

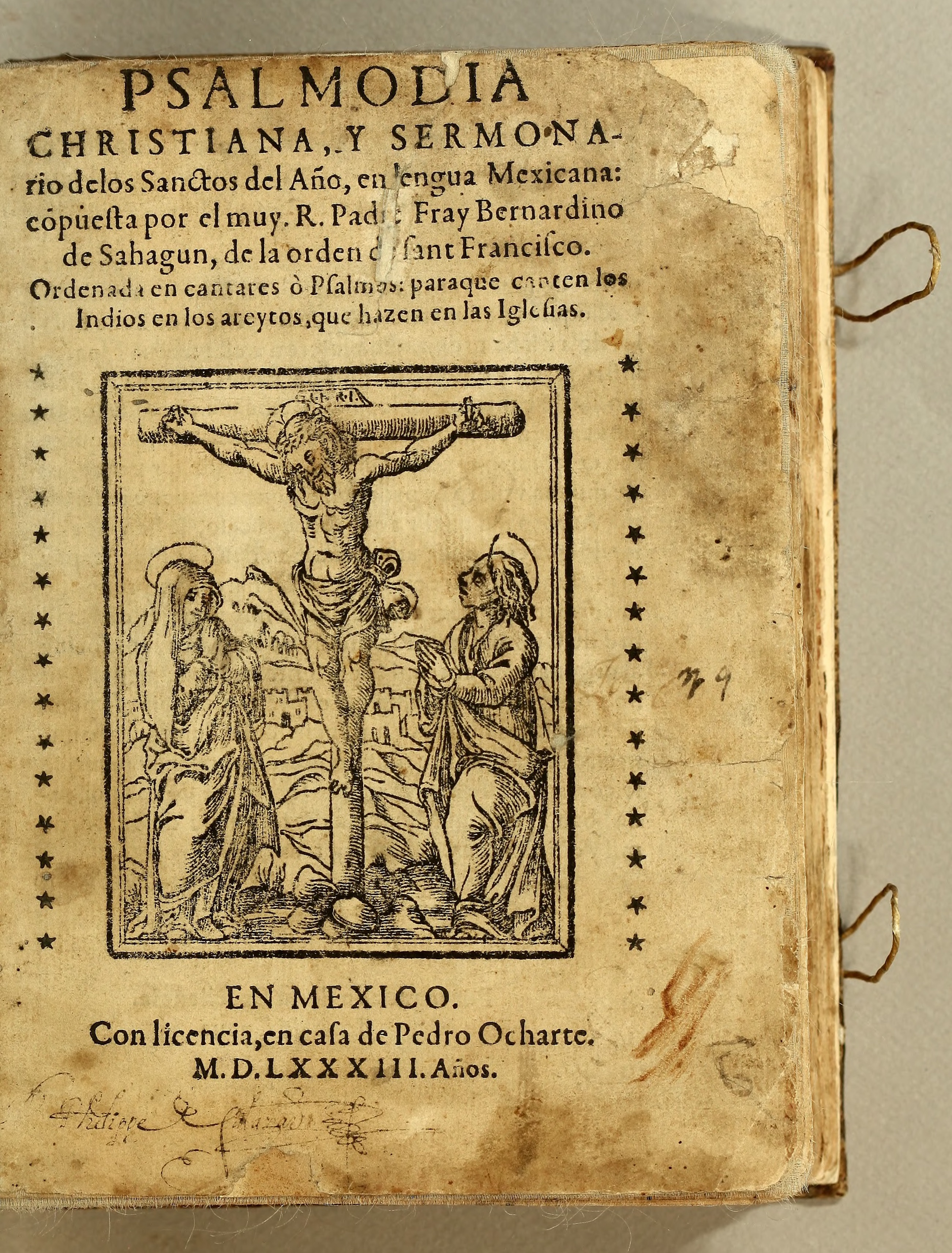
살모디아 크리스티아나 표지, 1583

대학에서의 교육 외에도 사아군은 멕시코 시티 바깥의 트랄마날코(Tlalmanalco, 1530-32)와 소치밀코( Xochimilco, 1535)에서 일정 시간을 보냈다. 그는 무엇보다도 선교사였으며, 그의 임무는 신세계 사람들을 가톨릭 신앙으로 인도하는 것이었다. 그는 가톨릭 사제, 교사 및 선교사로서 시골 마을의 원주민들과 많은 시간을 보냈다.
사아군은 프란치스코회의 여러 재능있는 언어 학자 중 하나였다. 프란치스코 회는 현지 언어를 이용한 복음화를 강조했다. 그는 대서양을 건너는 동안 스페인에서 신세계로 돌아가는 원주민 귀족들로부터 나우아틀을 배우며 공부를 시작했다. 이 후 그는 나우아틀에 가장 능숙한 스페인인 중 하나로 인정 받았다. 그의 저술의 대부분은 성직자들이 나우아틀어로 설교하거나 성서를 나우아틀어로 번역하고 원주민들에게 종교적 가르침을 주는 것을 돕기 위해 고안되었다. 그의 나우아틀어 저작 중에는 시편과 교리 문답의 번역본이 있다. 그는 테페폴코(Tepepolco)에서 첫번째 수기를 위한 자료를 수집할 때 기독교 찬송가집(Psalmodia Christiana)를 작곡했을 것으로 추정된다. 그는 그의 아즈텍 인의 세계관에 대한 호기심을 충족시키기에 충분한 언어능력을 가지고 있었으며 따라서 나우아틀어로 현장 연구를 진행하였다.

## 현장 연구
초기의 집단 개종에 대한 열의가 사라진 후 멕시코의 프란치스코회 선교사들은 그들의 목표를 효과적으로 달성하기 위해서는 토착민들을 더 잘 이해할 필요가 있다는 것을 깨달았다. 사아군의 삶은 1558년 누에바에스파냐의 새로운 수도회 관구장 프란시스코 데 토랄(Francisco de Toral) 수사가 그에게 선교 활동에 유용하다고 생각하는 주제에 대해 나우아틀어로 글을 쓰라고 명령하면서 극적으로 바뀌었다. 관구장은 사아군이 모국어와 문화에 대한 연구를 정리하여 다른 사람들과 공유하기를 원했다. 이로써 조사의 자유를 얻은 사아군은 약 25년 동안 연구를 수행했으며 마지막 15년 동안은 편집, 번역 및 필사 작업을 하였다. 그의 현장 연구 활동은 초기 (1558–1561)와 후기 (1561–1575)로 분류 될 수 있다.

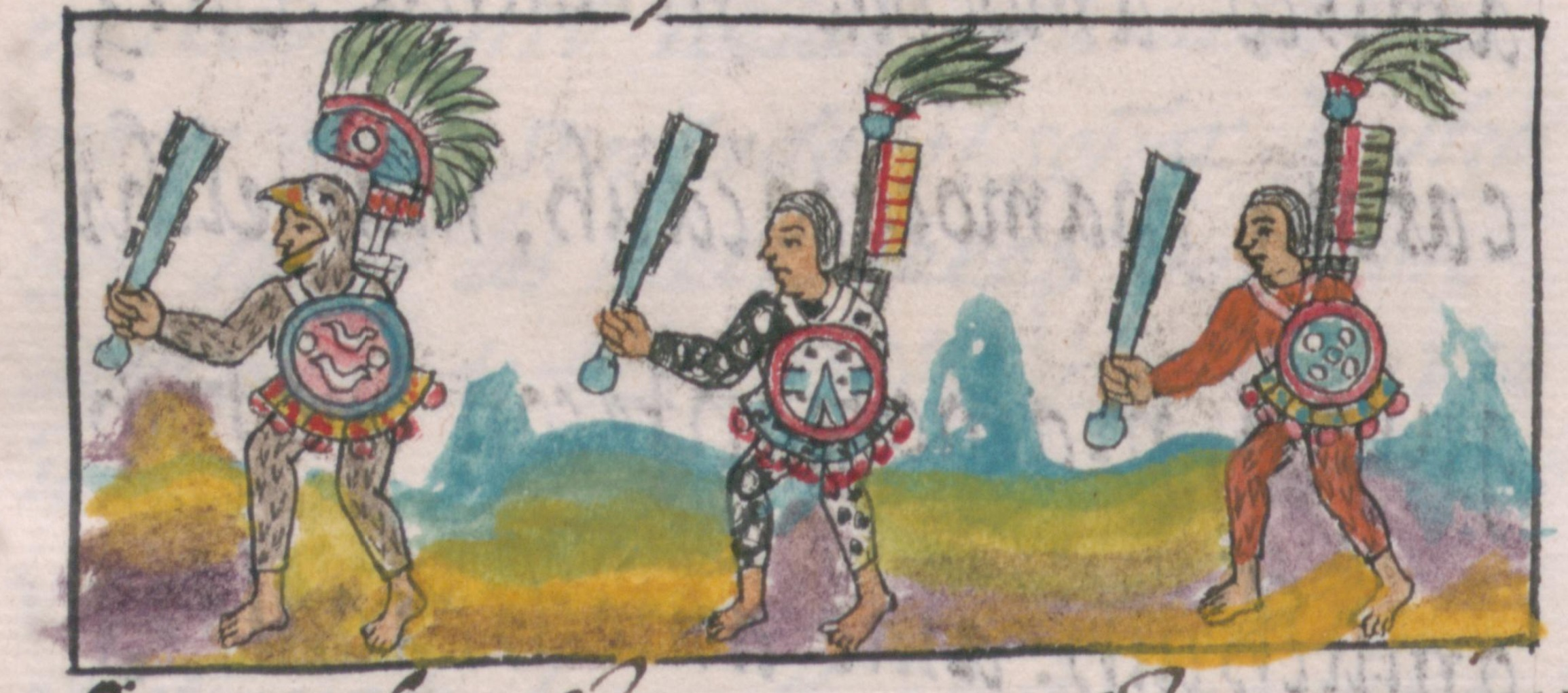
피렌체 코덱스에 수록된 아즈텍 전사.

초기 연구에서 사아군은 첫번째 수기(Primeros Memoriales)로 알려진 기록을 남겼다. 이것은 이후 문물일반사의 기초가 되었다. 그는 멕시코 시티 북동쪽 테페아풀코(Tepeapulco)에서 틀라텔롤코(Tlatelolco)의 대학 졸업생들의 도움을 받아 2년 동안 십여명의 마을 장로들을 나우아틀어로 면담했다. 사아군은 장로들에게 종교 의식과 달력, 가족, 경제 및 정치 관습, 자연사에 대해 질문하였다. 그의 조수들은 세 가지 언어 (나우아틀어, 라틴어 및 스페인어)를 사용했으며 연구와 기록, 번역 및 해석에 참여하는 동시에 삽화도 그렸다. 사아군은 그들의 이름을 출판하고 작업을 설명하여 그들에게 공을 돌렸다. 첫번째 수기의 삽화는 토착문화와 유럽의 예술적 영향의 혼합을 보여준다. 이 초기시기에 사아군의 연구 활동을 분석 한 결과, 그는 이 정보를 수집하고 검증하기위한 자신의 방법을 개발하고 평가하고 있었다.
1561에서 1575년 사이 사아군은 틀라텔롤코로 돌아와 더 많은 장로들과 문화적 실세들을 인터뷰하고 상담했다. 그는 이전 작업을 편집하고 초기 연구의 범위를 넓히고 인터뷰 기법을 더욱 발전시켰다. 그는 중세 백과 사전의 방법론을 따라 자신의 프로젝트를 재구성했다.

## 방법론
사아군은 토착 신세계 문화에 대한 지식을 수집하고 검증하는 방법과 전략을 개발 한 최초의 사람 중 하나였다. 그는 여성을 포함하여 토착 문화와 전통에 대한 지식을 가진한 다양한 정보원으로부터 체계적으로 지식을 수집하였으며 다양한 출처에서 얻은 답변들을 비교하였다.

## 의미
사아군이 연구를 수행한 기간 동안, 아즈텍인들은 수적으로 정복자 스페인인들을 압도했으며, 스페인인들은 항상 원주민 봉기의 위협에 대해 우려했다. 따라서 일부 식민지 정부 인물들은 그의 저술이 잠재적으로 위험하다고 생각했다. 이 때문에 사아군은 1570년 멕시코에서 시작된 종교 재판에 연루되지 않고자 조심해야했다.
사아군의 작업은 원래 나우아틀어로만 기록되었으나, 상술한 의심과 비판을 피하기 위해 일부를 스페인어로 번역하여 다른 프란치스코회 수사들이 검토할 수 있도록 제출하였다, 또한 고국으로 돌아가는 수사들을 통해 이 번역본을 스페인 왕에게 보냈다. 그러나 스페인의 식민 통치가 잔인하고 착취적으로 진행되면서 초기 프란체스코회의 유토피아적 이상주의가 사라지고 있었기에 그는 말년에 어려움을 느꼈다. 또한 유라시아 질병에 대한 면역력이 없던 수백만의 토착민들이 전염병으로 사망했다. 그의 마지막 글들 중 일부는 이러한 상황에 대한 그의 절망을 담고있다. 왕실은 수도회를 세속 성직자들로 대체하면 식민지의 가톨릭 생활에서 수사들의 역할을 축소시켰다. 식민지에 새로 도착한 프란체스코회 수사들은 원주민의 능력에 대한 초기의 수사들의 믿음과 열정을 공유하지 않았다. 프란치스코회와 사아군의 친원주민적 접근방식은 시간이 지나면서 점차 소외되어갔다. 나우아틀어 성경 또한 트리엔트 공의회에서의 결의를 통해 사용이 금지되었다.
사아군의 문물일반사는 약 2세기 동안 스페인 밖으로 알려지지 않다가 1793년 한 문헌 학자가 피렌체 의 라루렌치아나 도서관에서 피렌체 필사본( Florentine Codex)을 분류하면서 세상에 알려졌다. 필사본은 세 권으로 다시 제본되었으며, 그 후 200년 동안 역사학, 인류학, 미술사학 및 언어학계의 공동체가 사아군의 작품의 치밀함과 신비로움을 조사해왔다.
문물일반사는 지금까지 수행 한 가장 뛰어난 사회 과학 연구 프로젝트 중 하나이다. 이것은 새로운 세계와 사람들과의 조우에 대한 유일한 연대기는 아니지만, 그 문화 안에서 사람들과 관점을 쿼리함으로써 외국 문화에 관한 정보를 수집하려는 사아군의 노력으로 인해 두드러진다. "문물일반사가 멕시코 중부 토착민 문화를 다루는 범위는 토착 생활 방식을 묘사하는 다른 16세기 작품들과 비교할 수 없을 정도로 훌륭하다." 사아군은 이러한 연구의 선구자로서 프란치스코회 선교사를 넘어 아메리카 민족지학의 아버지라는 칭호를 받을만하다고 여겨진다.

## 참고 문헌
1. 1 2  Arthur J.O. Anderson, "Sahagún: Career and Character" in Bernardino de Sahagún, Florentine Codex: The General History of the Things of New Spain, Introductions and Indices, Arthur J.O. Anderson and Charles Dibble, translators. Salt Lake City: University of Utah Press 1982, p. 40.
2. 1 2 3 4  M. León-Portilla, Bernardino de Sahagún: The First Anthropologist (University of Oklahoma Press, Norman, 2002), pp.
3. ↑  Bernardino de Sahagún, Florentine Codex: General History of the Things of New Spain (Translation of and Introduction to Historia General De Las Cosas De La Nueva España; 12 Volumes in 13 Books ), trans. Charles E. Dibble and Arthur J. O Anderson (Salt Lake City: University of Utah Press, 1950-1982).
4. ↑  H. B. Nicholson, "Fray Bernardino De Sahagún: A Spanish Missionary in New Spain, 1529-1590," in Representing Aztec Ritual: Performance, Text, and Image in the Work of Sahagún, ed. Eloise Quiñones Keber (Boulder: University of Colorado Press, 2002).
5. ↑  León-Portilla, Bernardino De Sahagún: The First Anthropologist; Michael Mathes, The Americas' First Academic Library: Santa Cruz De Tlatelolco (Sacramento: California State Library, 1985).
6. ↑  Nicholson, "Fray Bernardino De Sahagún: A Spanish Missionary in New Spain, 1529-1590.
7. ↑  Edmonson, ed., Sixteenth-Century Mexico: The Work of Sahagún.
8. ↑  Donald Robertson, Mexican Manuscript Painting of the Early Colonial Period (New Haven: Yale University Press, 1959). 155-163.
9. ↑  Edmonson, ed., Sixteenth-Century Mexico: The Work of Sahagún., 156-8; William Gates, An Aztec Herbal: The Classic Codex of 1552 (Mineola, New York: Dover Publications, 1939/2000).
10. ↑  Robertson, Mexican Manuscript Painting of the Early Colonial Period., 159.
11. ↑   〈Bernardino de Sahagún〉. 《가톨릭 백과사전》. 뉴욕: 로버트 애플턴 사. 1913.
12. 1 2  López Austin, The Research Method of Fray Bernardino De Sahagún: The Questionnaires.
13. ↑  Thelma D. Sullivan, Primeros Memoriales: Paleography of Nahuatl Text and English Translation, ed. Arthur J. O. Anderson with H. B. Nicholson, Charles E. Dibble, Eloise Quiñones Keber, and Wayne Ruwet, vol. 200, Civilization of the American Indian (Norman: University of Oklahoma Press, 1997).
14. ↑  Ellen T. Baird, "Artists of Sahagun's Primeros Memoriales: A Question of Identity," in The Work of Bernardino De Sahagún, Pioneer Ethnographer of Sixteenth-Century Aztec Mexico, ed. J. Jorge Klor de Alva, H. B. Nicholson, and Eloise Quiñones Keber (Austin, Texas: University of Texas Press, 1988), Ellen T. Baird, The Drawings of Sahagun's Primeros Memoriales: Structure and Style (Norman: University of Oklahoma Press, 1997).
15. ↑  Elizabeth Keen, The Journey of a Book: Bartholomew the Englishman and the Properties of Things (Canberra: ANU E-press, 2007).
16. ↑  Angelo Maria Bandini, Bibliotheca Leopldina Laurentiana, seu Catalofus Manuscriptorum qui nuper in Laurentiana translati sunt. Florence: typis Regiis, 1791-1793.
17. ↑  Dibble, "Sahagun's Historia", p. 16
18. ↑  For a history of this scholarly work, see Charles E. Dibble, "Sahagún's Historia in Florentine Codex: Introductions and Indices. Salt Lake City: University of Utah Press 1982, pp.9-23; León-Portilla, Bernardino De Sahagún: The First Anthropologist.
19. ↑  Nicholson, "Fray Bernardino De Sahagún: A Spanish Missionary in New Spain, 1529-1590." page 27.